# Большой Уран
Большо́й Ура́н (Большой Чуран) — река в Оренбургской области, в Сорочинском, Новосергиевском и Переволоцком районах. Правый приток Самары. Длина реки — 155 км. Площадь водосборного бассейна — 2200 км².
Берёт начало на возвышенности Общий Сырт, на юго-западном склоне. Протекает преимущественно в западном направлении. Питание, в основном, талыми водами. Впадает в Сорочинское водохранилище, созданное на реке Самаре в 1997 году. Несмотря на название, река имеет меньшую длину и размер бассейна, нежели приток Самары Малый Уран.
Крупнейшие притоки — реки Балейка, Максютка, Камышка, Солоновка, Гусиха. Всего имеет 26 притоков.
В верхнем течении долина реки узкая, V-образная, ниже становится корытообразной. Борта долины разные: правый — крутой, высокий; левый — пологий, длинный. Распределение притоков по бортам примерно одинаковое, много оврагов и балок, верховья которых распаханы или покрыты растительностью степей. Пойма реки широкая, двухсторонняя, река поочерёдно подступает то к правому, то к левому борту. Река умеренно меандрирует и оставляет много стариц и грив, в том числе древних, с широким руслом и большим шагом. Часть крупных излучин унаследована современным руслом. В нижнем течении река разветвляется, поскольку скорость течения падает. Русло реки имеет мало прямолинейных участков. Часть реки зарегулирована прудами, особенно в верхнем течении.
Половодье длится около месяца, максимальная отметка держится несколько дней. Уровень подъёма воды в половодье возрастает на 4−5 метров (до 8). Неравномерность стока высокая: среднемноголетние расходы воды составляют 4,77 м³/с (измерено в селе Ивановка Вторая), среднемаксимальные — 156 м³/с. Объём стока равен 0,151 км³/год. Межень летом, устойчивая, осенью часты паводки. Ледостав длится около 150 дней, начинается в ноябре и заканчивается в апреле. Ледоход продолжается на протяжении 2-3 дней.
Воду реки используют расположенные на ней населённые пункты (к верховьям): посёлки Родинский, Губовский, Среднеуранский, Нижний Кунакбай, Приуранный, сёла Ивановка Вторая, Михайловка Вторая, Каменка, Первокрасное, Малаховка, Ключёвка, Нестеровка, Боголюбовка, Балейка, Камышка, Судьбодаровка, Ахмерово, Верхний Кунакбай, Габдрафиково, Кичкасс, Кубанка, Степановка, Кутлумбетово и Алмала. В реке водится рыба.

## Этимология
Гидроним упоминается уже в X веке в записках арабского путешественника Ибн-Фадлана. Поспелов обращает внимание на следующие тюркские слова: чув. ур — «ров, овраг» и кирг. ороон (> ураан) — «долина».
В речи башкир — Оло Соран. Филолог У. Ф. Надыргулов (г. Уфа) считал, что в основе — слово сор, широко распространенное в тюркских языках (казахское сор — «соленое озеро», каракалпакское сор — «солончак» и т. п.). К этой основе, по мнению Надергулова, присоединен суффикс -ан. Большой Уран протекает по солончаковой степи. Топоним, таким образом, можно толковать как «Соленая (солончаковая) /река/».
По Географическому атласу Российской Империи В. П. Пядышева 1820—1827 гг., гидроним Большой Уран принадлежал реке, которая сейчас называется Малым Ураном. Согласно Подробному атласу Российской Империи 1860 года Н. И. Зуева и Российскому атласу (1800 год), Малый Уран назывался просто Ураном, а Большой Уран имел название Верхний Уран.

## См. Также
- Уранчик